# 五木村
五木村（日语：／ Itsuki mura */?）是位于熊本縣南部的一村，屬球磨郡。轄區位於九州山地之內，於1889年4月1日實施町村制時成立。

## 教育

### 高等學校
- 熊本縣立人吉高等學校五木分校

## 觀光資源
- 子守唄公園
- 江戶相撲力士 熊嶽猪之介之墓
- 子守唄祭（每年11月）
- 阿蘇神社春季、秋季大祭